# Hydriastele wendlandiana
Hydriastele wendlandiana är en enhjärtbladig växtart som först beskrevs av Ferdinand von Mueller, och fick sitt nu gällande namn av Hermann Wendland och Carl Georg Oscar Drude. Hydriastele wendlandiana ingår i släktet Hydriastele och familjen Arecaceae. Inga underarter finns listade i Catalogue of Life.